# Lasiognathus amphirhamphus
Lasiognathus amphirhamphus – gatunek ryby głębinowej z rodziny Thaumatichthyidae. Znany jest z pojedynczego okazu złowionego u wybrzeży Madery podczas rejsu RRS Discovery.
Holotyp (BMNH 2003.11.16.12) został złowiony w lokalizacji 32°22'12''N, 29°50'24''W na głębokości 1200–1305 m p.p.m. 9 czerwca 1981 roku. 
Najbardziej zbliżony jest budową do gatunku Lasiognathus saccostoma Regan, od którego różni się budową illicium, którego esca ma tylko dwa haczyki zamiast trzech.
Wszystkie gatunki z rodzaju Lasiognathus są rybami bentosowymi, łącznie opisano do tej pory 33 okazy tego rodzaju.